# 戰時內閣

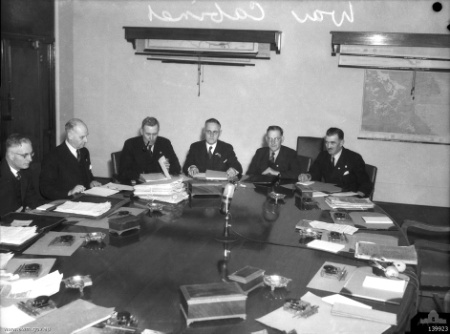
英聯邦戰時內閣成員在墨爾本戰時內閣會議室開會。

战时内阁是由政府在战争时期成立的內閣，此時內閣的主要任務就是作戰。戰時內閣的閣員甚至有高级军官以及在野黨政治人物，此時的內閣可以視為联合内阁。戰時內閣的權力比和平時期的內閣權力要更大。1916年12月，時值第一次世界大战期間，英國由3名保守党閣員以及自由党和工党各一位閣員组成的5人內閣就是战时内阁。